# Warturmer Heerstraße

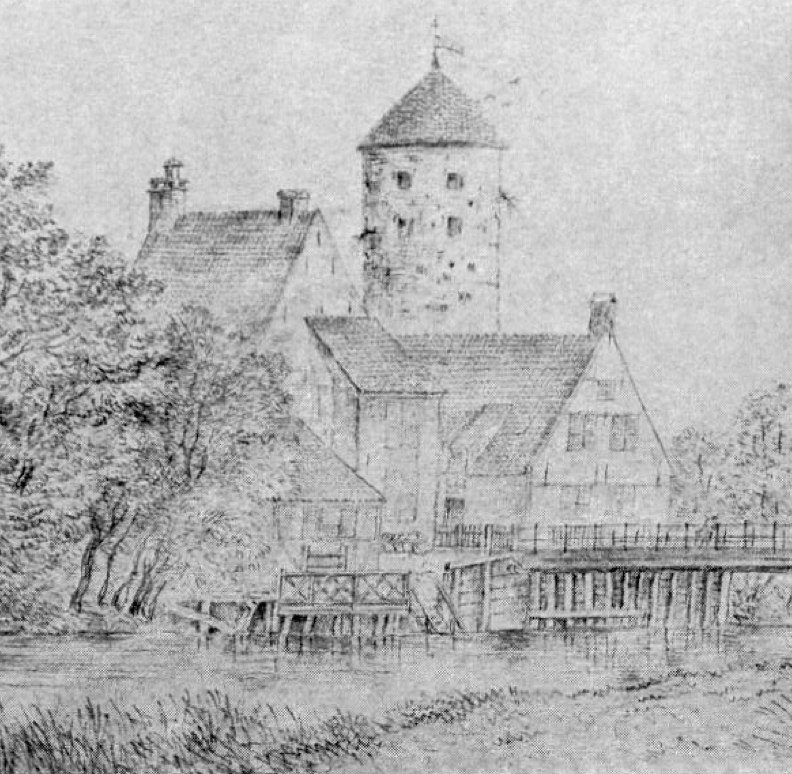
1790–1813, J. H. Menken: Warturm von Westen, Gasthaus zum Storchennest (links), Ochtumbrücke, sowie ein weiteres Nebengebäude

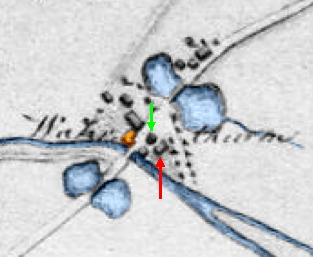
Warturm, Heinekenplan von 1798

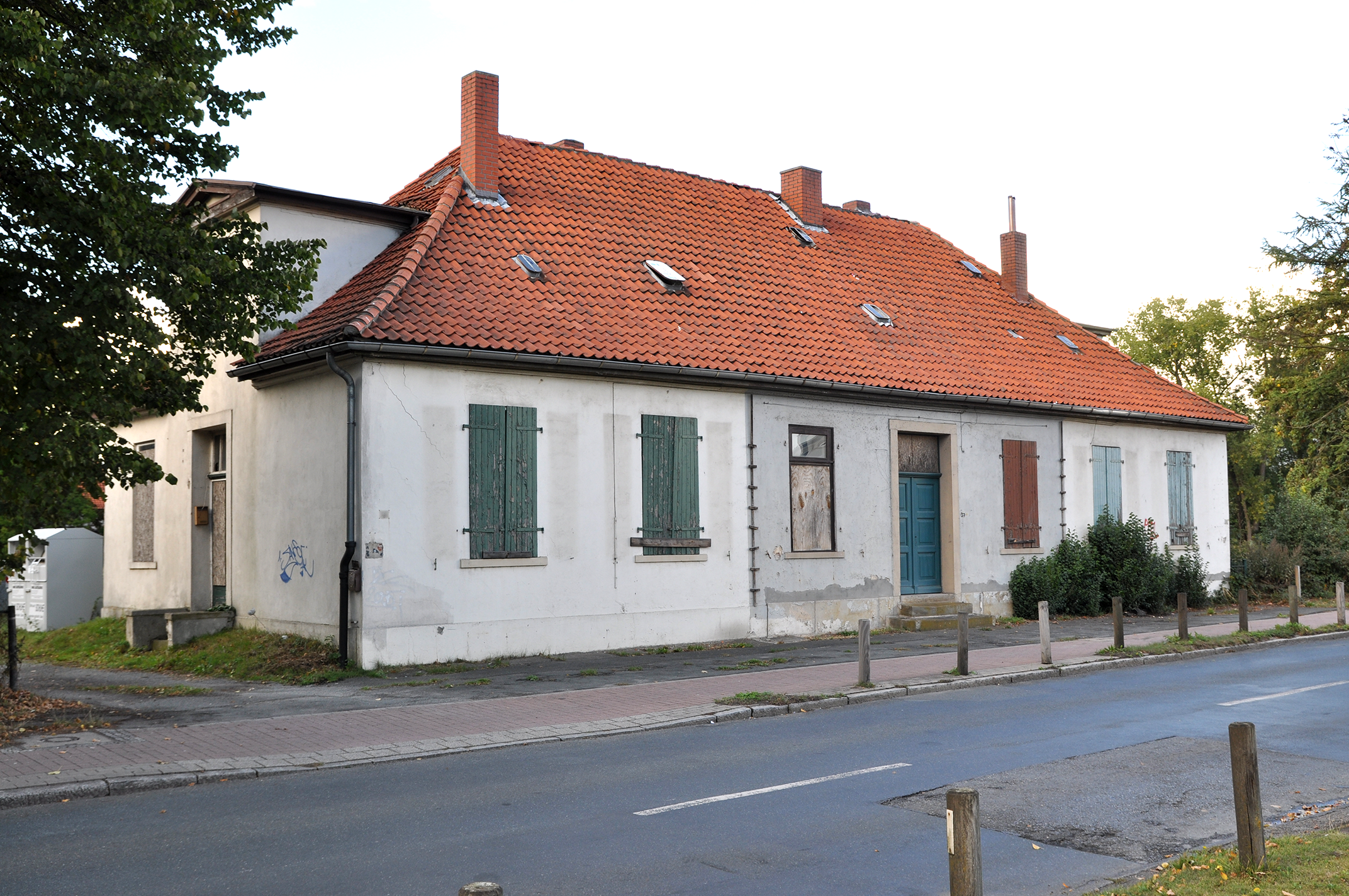
Nr. 151: Zöllnerwohnhaus

Die Warturmer Heerstraße ist eine historische Straße in Bremen, Stadtteil Woltmershausen. Sie führt in Ost-West-Richtung von der Senator-Apelt-Straße bis zur Straße Wardamm.
Die Querstraßen wurden benannt als Senator-Apelt-Straße nach Senator Hermann Apelt, Am Reedeich nach dem Schilfrohr bzw. Reet (auch Reeth, Reth, Reith, Ried, Riet) am Deich, Barkhausenstraße nach dem Physiker Heinrich Barkhausen, Hermann-Bruns-Weg nach dem hier ansässigen Bauer Hermann Bruns, der 1914 eine Weide an der Straße für die Kleingärtner Ochtum-Warfeld verpachtete; ansonsten siehe beim Link zu den Straßen.

## Geschichte

### Name
Die Warturmer Heerstraße wurde nach dem kleinen Dorf Ware (Ware = Fischwehr) benannt und erstmals 1201 und mehrfach nach 1290 erwähnt. In Bremen und Umzu wurden viele Heerstraßen nach 1800 gebaut oder Chausseen als Heerstraßen benannt (siehe Bremer Straßen).

### Entwicklung
Warturm bestand bis 1400. 1290 wurden im Dorf Ware drei bis vier Häuser urkundlich benannt. Die Straße war der Handelsweg von Bremen nach Delmenhorst und Oldenburg und war wohl die älteste Straßenverbindung von Bremen nach Huchting. 1311 einigten sich die Grafen von Delmenhorst und der Rat der Stadt Bremen darauf, diese strata communis für Fußgänger und Wagen herzurichten und auf Dauer zu unterhalten, die Grafen von Delmenhorst bis Huchting und die Stadt von Huchting bis Bremen. 1390 wurde hier die Landwehr verstärkt und der Torn to de Warebrughen gebaut.
Beim Hochwasser in Bremen vom Dezember 1954 und bei der Sturmflut 1962 war das Gebiet an der Straße überflutet und die Anwohner mussten evakuiert werden.

### Verkehr
Warturmer Heerstraße und Wardamm sind ein Straßenzug, der über die alte Ochtumbrücke am Warturm (Gasthaus zum Storchennest) und der neuen Ochtumbrücke von Woltmershausen nach Mittelshuchting führt. 1523 erfolgte die Pflasterung der Straße. Bis zum Bau der Huchtinger Heerstraße von 1867 war die Straße noch der alte Postweg von Bremen nach Oldenburg.

## Gebäude und Anlagen
An der Straße befinden sich u. a. ein- bis dreigeschossige Häuser.
Bremer Baudenkmale
- Nr. 151/153: Warturm und Storchennest. Zur Begleichung der Straßenkosten durfte Bremen einen Wegezoll erheben. 1577 entstand hier ein Zollhaus, 1724 das Gasthaus. Der Warturm wurde 1813 zerstört und 1820 mit dem Zollhaus abgerissen. Unter Denkmalschutz steht das Storchennest seit 1973[3] und das Zöllnerwohnhaus von 1820, seit 1994.[4]

Erwähnenswerte Gebäude und Anlagen
- Brücke über die Autobahn A 281
- Wege zu den Kleingartengebieten Am Reedeich und Wardamm-Woltmershausen
- Ecke Barkhausenstraße bis Nr. 120: Ein- bis dreigeschossige Gewerbebauten (u. a. Rohstoffe Recycling)
- Sommerdeich, Weg nach Grolland und zum Kleingartengebiet Am Reetdeich
- Nr. 125: 1-gesch. Haus mit Walmdach des Bremischen Deichverbandes am linken Weserufer
- Wohnwagen-Stellplatzanlage
- Nr. 140: 1-gesch. Vereinshaus vom Wassersport-Club Fink
- Nr. 151: 1-gesch. Haus vom Wassersportverein Warturm, s. o.
- Nr. 153: 2-gesch. Gaststätte Storchennest, s. o.